# فلسفة حقوق الإنسان
تحاول فلسفة حقوق الإنسان دراسة الأساس الكامن لمفهوم حقوق الإنسان والنظر بشكل حاسم إلى مضمونها ومبرراتها. تم تقديم العديد من الأساليب النظرية لشرح كيف ولماذا تطور مفهوم حقوق الإنسان.
واحدة من أقدم الفلسفات الغربية في مجال حقوق الإنسان هي أنها نتاج لقانون طبيعي، ينبع من أسس فلسفية أو دينية مختلفة. وتعتقد نظريات أخرى أن حقوق الإنسان تدون السلوك الأخلاقي الذي هو منتج اجتماعي إنساني طورته عملية تطور بيولوجي واجتماعي. كما توصف حقوق الإنسان بأنها نمط اجتماعي لوضع القواعد (كما في النظرية الاجتماعية للقانون في كتابات ويبر. تتضمن هذه الأساليب فكرة أن الأفراد في مجتمع ما يقبلون قواعد من السلطة الشرعية مقابل الأمن والميزة الاقتصادية، فهي بمثابة عقد اجتماعي. النظريتان اللتان تسيطران على مناقشة حقوق الإنسان المعاصرة هما نظرية الفائدة ونظرية الإرادة. وتقول نظرية الفائدة إن الوظيفة الرئيسية لحقوق الإنسان هي حماية وتعزيز بعض المصالح الإنسانية الأساسية، بينما تحاول نظرية الإرادة إثبات صحة حقوق الإنسان على أساس القدرة البشرية الفريدة لتحقيق الحرية.

## الحقوق الطبيعية
تقوم نظريات القانون الطبيعي بتوصيف حقوق الإنسان على أساس «أخلاقي» طبيعي، أو ديني، أو حتى بيولوجي مستقل عن أي قوانين أو تقاليد إنسانية مؤقتة.
يفترض كل من سقراط، وأفلاطون، وأرسطو، وجود العدالة الطبيعية أو الحقوق الطبيعية. وغالباً ما يقال أن أرسطو هو والد القانون الطبيعي، على الرغم من أن الدليل على ذلك يرجع بشكل كبير إلى تفسيرات عمله بواسطة تلميذه توماس الأكويني.
سعى بعض آباء الكنيسة الأوائل إلى دمج مفهوم القانون الوثني ضمن المسيحية. ظهرت نظريات القانون الطبيعي بشكل كبير في فلسفات توماس الأكويني، وفرانسيسكو سواريز، وريتشارد هوكر، وتوماس هوبز، وهوغو غروتيوس، وصموئيل فون بوفندورف، وجون لوك.
في القرن السادس عشر، تم استخدام هذه القوانين بواسطة الملوك الإسبان للتحقيق في شرعية مزاعم ملكية بعض الأراضي من قبل "الهند" لأمريكا اللاتينية، حيث شرح فرانسيسكو دي فيتوريا نظرية الحقوق الطبيعية، وخاصة في كتابه الشهير "Relectio de Indis" ".
في القرن السابع عشر أسس توماس هوبز النظرية التعاقدية باستخدام مبادئ الوضعية القانونية بداية من مبدأ أن الإنسان هو ضمن حدود الطبيعة، أي بدون دولة في حالة حرب مستمرة مع دولة أخرى وبالتالي لا يوجد خوف علي حياته وممتلكاته. لقد أكد هوبز أن القانون الطبيعي هو كيف يتصرف إنسان عقلاني يسعى للبقاء والازدهار؛ فالمبدأ الأول للقانون الطبيعي هو السعي إلى السلام، والذي يتضمن الحفاظ على الذات. تم اكتشاف القانون الطبيعي (الذي وصفه هوبز بأنه تسمية مغلوطة، حيث لم يكن هناك قانون بدون دولة) من خلال اعتبار المصالح الطبيعية للبشرية، بينما قال الفلاسفة السابقون إن الحقوق الطبيعية قد تم اكتشافها من خلال النظر في القانون الطبيعي. في رأي هوبز، فإن الطريقة الوحيدة التي يمكن أن يسود بها القانون الطبيعي هي أن يوافق البشر على إنشاء دولة من خلال الخضوع لقائد، سواء أكان فردًا أم مجموعة من الأفراد. في هذا تكمن أسس نظرية العقد الاجتماعي بين الحاكم والمحكومين.
أسس هوغو غروتيوس فلسفته في القانون الدولي استناداً علي القانون الطبيعي. وكتب أنه "حتى إرادة القدرة المطلقة لا يمكن أن تغير أو تلغي" القانون الطبيعي "الذي" سيحافظ على صحته الموضوعية حتى إذا كان علينا أن نفترض المستحيل بأنه لا يوجد إله أو انه لا يهتم بالشؤون الإنسانية". هذه هي الحجة الشهيرة التي جعلت القانون الطبيعي لم يعد يعتمد على اللاهوت.
أدرج جون لوك القانون الطبيعي في العديد من نظرياته وفلسفاته. غير لوك وصف هوبز، قائلاً إنه إذا كان الحاكم يتعارض مع القانون الطبيعي وفشل في حماية «الحياة والحرية والملكية»، يمكن للناس أن يطيحوا بالدولة القائمة وأن ينشئوا دولة جديدة.
الفيلسوف البلجيكي للقانون فرانك فان دون هو واحد من أولئك الذين يقومون بتفصيل مفهوم علماني من القانون الطبيعي في التقليد الليبرالي. هناك أيضًا أشكال جديدة علمانية لنظرية القانون الطبيعي التي تحدد حقوق الإنسان كمشتق لمفهوم الكرامة الإنسانية العالمية.
«الكرامة» هي مصطلح أساسي لمناقشة حقوق الإنسان. فالإعلان العالمي لحقوق الإنسان لا يبرر ادعاءاته على أي أساس فلسفي، بل إنه ببساطة يدعو إلى كرامة الإنسان.
كارل رينر يناقش كرامة الإنسان من حيث صلته بالحرية. وعلى وجه التحديد، تتعلق أفكاره المتعلقة بالحرية بحقوق الإنسان على أنها نداء إلى حرية التواصل مع الذات الإلهية. وبوصفهم أفراداً يجسدون هذه الحرية والكرامة مهددين من قبل قوى خارجية، فإن حماية هذه الكرامة هي حماية لحقوق الإنسان.
استبدل مصطلح «حقوق الإنسان» مصطلح «الحقوق الطبيعية» في الحياة الدارجة وبين الناس، لأن الحقوق لا تتطلب قانونًا طبيعيًا لوجودها. لكن في الواقع، يجب أن تستند الحملة من أجل الاعتراف القانوني «بحقوق الإنسان» الجديدة (مثل حقوق المثليين، أو القتل الرحيم) بالضرورة إلى افتراض أن نوعًا ما من «القانون الطبيعي» يمنح الاعتراف بتلك «الحقوق». وهكذا، تظل المناقشة حول حقوق الإنسان مثاراً للجدل حول التفسير الصحيح لمصطلج القانون الطبيعي.

## العقد الاجتماعي
اقترح الفيلسوف الإنجليزي توماس هوبز وجود «عقد اجتماعي» افتراضي حيث توافق مجموعة من الأفراد الأحرار على الحفاظ على المؤسسات التي تحكمهم. يتخلون عن الحرية الكاملة الطبيعية في مقابل الحماية من السيادية. هذا أدى إلى وجود نظرية جون لوك وهو أن فشل الحكومة في تأمين الحقوق هو فشل يبرر إزاحة الحكومة.
وقد ردد خبير حقوق الإنسان الدولي بول فين هذا الرأي:
العلاقة بين الحكومة والمحكومين في البلدان التي تتبع تقاليد القانون الإنجليزي هي علاقة ائتمانية من الدرجة الإولي. في قانون حقوق الملكية، فإن الالتزامات الائتمانية للسياسي ليست فقط واجبات حسن النية والولاء، بل تشمل أيضًا واجبات المهارة والكفاءة في إدارة بلد وشعبه. هذا المفهوم نشأ بواسطة محكمة العدل، لمنع أولئك الذين يشغلون مناصب السلطة من إساءة استخدام سلطتهم. تنشأ العلاقة الائتمانية بين الحكومة والمحكومين من قدرة الحكومات على السيطرة على الناس بممارسة قوتها. في الواقع، إذا كانت لدى الحكومة سلطة إلغاء أي حقوق، فإنها تتحمل نفس العبء بالواجب الائتماني لحماية مثل هذا الاهتمام لأنها ستستفيد من ممارسة تقديرها الخاص في إخماد الحقوق التي تملك وحدها سلطة التخلص منها. .

## المعاملة بالمثل
تنص القاعدة الذهبية، أو «أخلاقيات المعاملة بالمثل» على أنه يجب على المرء أن يعامل الآخرين مثلما يتعامل مع نفسه ومثلما يتمني أن يعامله الآخرون؛ وهو المبدأ القائل بأن الاعتراف المتبادل واحترام الحقوق يضمنان حماية حقوق المرء. يمكن العثور على هذا المبدأ في جميع الديانات الرئيسية في العالم بأشكال مختلفة قليلاً فقط، وقد تم تكريسه في إعلان «نحو أخلاق عالمية» من قبل (برلمان ديانات العالم) في عام 1993.

## المفهوم السوفياتي لحقوق الإنسان
كان المفهوم السوفياتي لحقوق الإنسان مختلفًا عن التصورات السائدة في الغرب. وفقاً للنظرية القانونية الغربية، «إن الفرد هو المستفيد من حقوق الإنسان التي يجب تأكيدها ضد الحكومة»، في حين أن القانون السوفييتي أعلن أن الدولة هي مصدر حقوق الإنسان. لذلك، اعتبر النظام القانوني السوفييتي القانون ذراعًا للسياسة والمحاكم بصفتها وكالات تابعة للحكومة. تم أعطاء الحق لوكالات الشرطة السرية السوفيتية باصدار احكام خارج القضاء. فقد ألغى هذا النظام حكم القانون، والحريات المدنية، والعدالة الجنائية، وحقوق الملكية. وفقا لـ فلاديمير لينين، فإن الغرض من المحاكم الاشتراكية «لم يكن للقضاء على الإرهاب... ولكن لإثباته وإضفاء الشرعية عليه من حيث المبدأ».
تم تعريف الجريمة لا باعتبارها مخالفة للقانون، ولكن مثل أي عمل يمكن أن تهدد الدولة والمجتمع السوفيتي. على سبيل المثال، يمكن تفسير الرغبة في تحقيق الربح على أنها ثورة مضادة ضد الاشتراكية يعاقب عليها بالإعدام. حتى أن بعض علماء القانون السوفييت أكدوا أن «القمع الجنائي يمكن تطبيقه في غياب الذنب». أوضح مارتن لاتسيس، رئيس الجمعية الأوكرانية لحقوق الإنسان: «لا تنظر في ملف أدلة الجريمة لمعرفة ما إذا كان المتهم ضد السوفييت تظاهر ورفع الأسلحة أو تتطاول بالكلام أو لا. أطلب منه بدلا من ذلك أن يوضح إلى أي طبقة ينتمي، وما هو مستوي تعليمه، ومهنته، هذه هي الأسئلة التي ستحدد مصير المتهم، وهذا هو معنى وجوهر الإرهاب الأحمر.»
كان الغرض من المحاكمات العامة هو «ليس إثبات وجود أو عدم وجود جريمة، ولكن توفير مجال آخر للسوفيتية من أجل التحريض السياسي والدعاية للتحكم في المواطنين.»

## نظريات أخرى لحقوق الإنسان
يجادل الفيلسوف جون فينيس بأن حقوق الإنسان مبررة على أساس قيمتها الأساسية في خلق الظروف الضرورية لرفاهية الإنسان. تتفق معظم النظريات بوجوب احترام حقوق الأفراد الآخرين على أساس المصلحة الشخصية:
(أمن الإنسان)هي مدرسة فكرية ناشئة تتحدى المفهوم التقليدي للأمن المستند إلى الدولة وتؤكد أن اتباع نهج يركز على الناس للأمن أكثر ملاءمة في العالم المترابط المعاصر وسيكون أكثر فعالية في أمن الأفراد والمجتمعات في جميع أنحاء العالم.
؛ نظرية رجل مقابل رجل للسلام العالمي
بحسب المحامي الدكتور محمد ياسين خان: الطريقة الوحيدة "(أ) لجعل العالم خالي من الإرهاب والحروب وأيضًا خالي من الجوع والفقر والتمييز والاستغلال؛ (ب) لإرساء سيادة القانون والعدالة الاقتصادية والسياسية والاجتماعية؛ (ج) لتأكيد حرية الإنسان والسلام والتنمية في جميع أنحاء العالم "هو حماية حقوق الإنسان وتعزيزها باعتبارها" حقوق قانونية تهدف لوحدة المجتمع العالمي.

## نقد حقوق الإنسان
فكرة حقوق الإنسان لا تخلو من منتقديها. جيرمي بنثام، إدموند بيرك، فريدريك نيتشه، وكارل ماركس هي أمثلة على الفلاسفة التاريخيين الذين انتقدوا فكرة الحقوق الطبيعية. ألاسدير ماكنتاير، هو ناقد رئيسي معاصر لحقوق الإنسان.

### نقد إدموند بيرك
إدموند بيرك كان فيلسوف في القرن الثامن عشر، وسياسي ورجل دولة، يرتبط بشكل كبير بالمدرسة المحافظة. أفضل وجهات نظره حول الحقوق الطبيعية هي ما ورد في «تأملات في الثورة في فرنسا»، والتي هاجمت بشكل مباشر «إعلان حقوق الإنسان والمواطن» (1789) ومؤلفيه.
يكمن قدر كبير من عدم ارتياح بورك لـ «الإعلان» في تخلي الصياغة عن المؤسسة القائمة. بالنسبة لبورك، لم تستمد الشرعية الدستورية من العقيدة الروسية في الإرادة العامة، ولكن من خلال الحكمة الموروثة. واعتقد أنه كان من الغرور بالنسبة إلى واضعي «الإعلان» أن يتخلصوا من المفاهيم التقليدية التي صمدت أمام اختبار الزمن. على الرغم من أنه قد يبدو للواضعين أنهم تخلوا عن أغلال التقاليد، لكن بالنسبة لبورك، فقد حدوا من اكتشافاتهم إلى مفهوم الأفق الضيق لشخص واحد أو مجموعة من الأشخاص. هذا هو الأساس الذي يستند إليه هجوم بورك على «الإعلان».
بورك لم ينكر وجود الحقوق الطبيعية، ولكن اعتقد أن المنطق الذي اعتمده القائمون بالتصميم قد أنتج أفكارًا كانت مجردة جدًا بحيث لا يمكن تطبيقها في إطار المجتمع. فعند القول أن «حق التظاهر لهؤلاء المنظرين يمثل تطرفاً؛ فبقدر صحة هذا الكلام ميتافيزيقياً، إلا أنه خاطئ أخلاقياً وسياسياً»، فقد حدد بيرك أن الحقوق التجريدية لا معنى لها بدون إطار مجتمعي.}}
على النقيض منجون لوك، لم يعتقد بورك أن الهدف من الحكومة هو حماية الحقوق الطبيعية الموجودة مسبقًا. كان يعتقد أن «الحقوق البدائية للإنسان تخضع لمثل هذه الانعكاسات، لدرجة أنه من العبث الحديث عنها كما لو أنها استمرت ببساطة في اتجاهها الأصلي». بالنسبة لبورك، كانت الحكومة، نتيجة للتطور الاجتماعي الطويل، هي التي حولت الحقوق الطبيعية التي لا معنى لها إلى الميزة العملية الممنوحة للمواطنين. وقال: «أولئك الذين يسحبون المؤسسات القديمة الهامة، والذين يدمرون أساليب الإدارة، والمؤسسات العامة ... هم الأكثر ضرراً، أكثر حتي من الرجال الأشرار». بالنسبة لسياسة بورك، لم تكن هناك إجابات بسيطة، وبالتأكيد لم تكن هناك أي قضايا عالمية شاملة مثل تلك التي تم التعبير عنها في «الإعلان». بدلاً من ذلك، يجب تقييم الحقوق الممنوحة للأفراد في سياق الإطار الاجتماعي. ومع ذلك، أقر بأن بساطة «الإعلان» كانت جذابة وذات قدرتة كبيرة على تقويض النظام الاجتماعي. يعتقد بيرك أن الطبيعة المطلقة لمبادئ التجريد هذه كانت ثورية بطبيعتها. فقد كانوا غير متهاونين وأي انتقاص من المبادئ كان سبباً للوقوع في الحرب والفوضي.

### نقد جيريمي بينثام
انتقد فيلسوف القرن الثامن عشر جيرمي بنثام إعلان حقوق الإنسان والمواطن في كتابه«الفوضى الأناركية». وأكد شهرة أن مفهوم الحقوق الطبيعية كان «هراء مبني على ركائز متينة». انتقد بينثام «الإعلان» في كلاً من اللغة التي تبناها والنظريات التي يفترضها. «انظر إلى الرسالة، تجد هراء؛ انظر إلى ما وراء الرسالة، لا تجد شيئًا.»
وكان أحد الانتقادات التي وجهها بنثام ضد «الإعلان» تأكيده على الحقوق في شكل معايير مطلقة وعالمية. وحدد أن الحقوق المطلقة التي يملكها الجميع على قدم المساواة لا معنى لها وغير مرغوب فيها. إنهم يفتقرون إلى المعنى لأنه إذا كان لدى الجميع، على سبيل المثال، حرية غير محدودة، فلا يوجد ما يمنعهم من استخدام تلك الحرية في المساس بحرية الآخرين. وحتى إذا اعترف المدافعون عن الحقوق المطلقة بهذه الضرورة، كما فعل أنصار «الإعلان»، فإن بينثام يجادل بأن ذلك عبث. «سيكون هناك بالطبع تناقض ذاتي، لأن هذه الحقوق، في الوقت نفسه الذي أعلن فيه وجودها، أعلن أنها غير قابلة للتطبيق؛ ولا يمكن تفسيرها ... وهذا لا يعني شيئًا ما لم يتم استثناء تدخل القوانين».
بالإضافة إلى هذا التناقض، حذر بنثام من مخاطر اعطاء الحقوق القيمة المطلقة. إن الحكومة القادرة على حماية حق كل شخص على قدم المساواة هي حكومة ذات طموح يهدف إلي العيش في مدينة فاضلة، لكن «الإعلان» يصفها بأنها شروط شرعية واجب نفاذها ضد كل حكومة تخفق في أي درجة من الوفاء بهذه التوقعات، إذن، فإن الهدف المعلن من هذا البيان هو إثارة التمرد". لا ينكر بنثام أن هناك بعض القوانين الخاطئة من الناحية الأخلاقية. عدم ارتياحه يبرر بسهولة دعوة ثورية إلى السلاح والحرب- مع العنف والفوضى والدمار المرتبط به - على أساس قانون بغيض.
من بين الأخطاء النظرية، كان بنثام يعتقد أن الحقوق الطبيعية هي بناء متبنى لتحقيق الأهداف الأنانية للمصممين، والتي لا يمكن العثور على أساس منطقي لها. واعترف بأنه قد يكون من المرغوب فيه الحصول على حقوق، ولكن «السبب في الرغبة في تأسيس حق معين، ليس هو هذا الحق؛ فالطلب ليس العرض؛ الجوع ليس خبزًا.» إن إرساء حقوق قائمة بمقتضى قوانين يسنّها صاحب السيادة كان منطقاً سليماً، ولكن تأكيد الحقوق التي أنشأتها الطبيعة لم يكن صحيحاً. «إن الحق الطبيعي هو ابناً لم يكن له أبًا أبداً.»
لم يعتقد بنثام أنه لا يوجد أساس منطقي لنظرية الحقوق الطبيعية، لكنه يعتقد أن نهجهم الفردي يضر بالمجتمع.
كان بنثام يعتقد أن المجتمع يعتمد على قدرة الناس على السعي وراء الخير الأكبر، وليس فقط الرضا قصير الأجل لرغباتهم الخاصة. كان النهوض بالحقوق الطبيعية، التي رآها احتفالاً بالأنانية، هو توفير الوسائل لكسر المجتمع الاجتماعي الذي يجعل حياة الإنسان محتملة.

### النقد الماركسي لحقوق الإنسان
في كتابه (حول المسألة اليهودية)، انتقد كارل ماركس «إعلان حقوق الإنسان والمواطن» كأيدولوجيا برجوازية:
" قبل كل شيء، نلاحظ حقيقة أن ما يسمى بحقوق الإنسان، ليست سوى حقوق عضو في المجتمع المدني - أي حقوق رجل منفصل عن الرجال الآخرين ومن المجتمع. ... وفقا لإعلان حقوق الإنسان لعام 1791:
«الحرية تتمثل في القدرة على القيام بكل شيء لا يضر بالآخرين.»
 الحرية هي حق القيام بكل ما يضر أحداً آخر. إن الحدود التي يمكن لأي شخص التصرف فيها دون إلحاق الأذى بأي شخص آخر يتم تحديدها بموجب القانون، تمامًا كما يتم تحديد الحدود بين حقلين بواسطة خط فاصل. "
«الأمن هو المفهوم الاجتماعي الأسمى للمجتمع البرجوازي، فالمجتمع كله موجود فقط لضمان أن لكل من أعضائه الحق في الحفاظ على شخصه وحقوقه وممتلكاته».
وهكذا، بالنسبة لماركس، تستند الحقوق الليبرالية وأفكار العدالة إلى فكرة أن كل واحد منا يحتاج إلى الحماية من البشر الآخرين. ولذلك، فإن الحقوق الليبرالية هي حقوق الفصل، المصممة لحمايتنا من مثل هذه التهديدات المتصورة. الحرية على هذا الرأي، هي التحرر من التدخل. ما ينكره هذا الرأي هو إمكانية - حسب ماركس - أن الحرية الحقيقية يمكن العثور عليها بشكل إيجابي في علاقاتنا مع الآخرين. يمكن العثور عليها في المجتمع البشري، وليس في عزلة. لذا فإن الإصرار على نظام من الحقوق، يشجعنا على رؤية بعضنا البعض بطرق تقوض إمكانية الحرية الحقيقية التي قد نجدها في التحرر البشري.
يدعي عالم الاجتماع البريطاني روبرت فاين أن المفتاح لحجة ماركس هو دحض التطرف الذي اعتنقه باور: وهو التطرف الذي لم ينكر حقوق اليهود فحسب، بل أنه أحرق حقوق الإنسان والمواطن على هذا النحو. إن ما يعتقده ماركس بشكل جيد هو راديكالية لا روح لها كشفت عن عدم أهليته ليس فقط من خلال عدائه لليهود، ولكن أيضا من خلال عدائه لفكرة الحق. "وعلاوة على ذلك، قال فاين بأن ماركس جادل بأن المجتمع الذي يثير فكرة الحقوق هي نفس المجتمع الذي يعرض السلع ويغير أشكالها، فالأمر وجهان للميدالية نفسها، فالمجتمع يقوم على الإنتاج من قبل المنتجين المستقلين الذين يتم الاتصال بينهم وبين بعضهم البعض من خلال تبادل المنتجات في السوق. إن المنتجين أحرار في إنتاج ما يريدون وما يرغبون فيه، وهم متساوون في أنه لا يمكن لأي منتج أن يجبر الآخرين على الإنتاج ضد إرادتهم أو أن يصادر منتجاتهم ضد إرادتهم، ويبدو أن هذا التبادل للأشياء غير الضرورية مقابل أشياء مفيدة يتم القيام به من أجل المنفعة المتبادلة لكل طرف.
وهكذا ، وفقا لما ذكره روبرت فاين، كان النقد الأساسي الذي وجهه ماركس هو أنه في المجتمع السياسي، كان ينظر إلى الناس على أنهم تعاونيون، بينما كانوا في أدوارهم الاقتصادية يتمتعون بالقدرة التنافسية والفردية والذهنية. باختصار ، لقد عبّرت نظرية الحقوق عن تقسيم وإقصاء البشر.

### نقد ألاسدير ماكنتاير
ألاسدير ماكنتاير هو فيلسوف اسكتلندي، نشر عدداً من الأعمال في مجموعة متنوعة من المجالات الفلسفية ، بما في ذلك الفلسفة السياسية، والأخلاق، والميتافيزيقا. ينتقد ماكنتاير مفهوم حقوق الإنسان في بعد الفضيلة، ويؤكد بشكل عام أنه «لا توجد مثل هذه الحقوق، والإيمان بها هو مماثل للإيمان بالسح والسحرة».
يقول ماكنتاير أن كل محاولة لتبرير وجود حقوق الإنسان قد فشلت. ويجادل بأن ما يقوله فلاسفة القرن الثامن عشر من أن الحقوق الطبيعية هي حقائق بديهية، هو بالضرورة كلام خاطئ تماماً. يقول أن الفلاسفة في القرن العشرين الذين أدلوا بهذا الكلام يظهرون عيبًا في المنطق الفلسفي. ثم يوضح ماكنتاير أنه على الرغم من أن دوركين ليس مخطئًا في التأكيد على أن عدم القدرة على إظهار البيان، فهذا لا ينفي خطأ هذا الكلام، وإلا كان يمكن تطبيق نفس الحجة فيما يتعلق بالسحرة. و
يؤكد ماكينتاير أن المشكلة هي أن الأخلاق اللاهوتية قد تطورت للتغلب على العيوب في الطبيعة البشرية. لتقديم مثال على المثل الأعلى. وبدون هذا المفهوم «للبشرية الكاملة»، كان الأساس الوحيد الباقي لبناء نظرية أخلاقية هو أساس الطبيعة البشرية غير الكاملة.